# Sumer

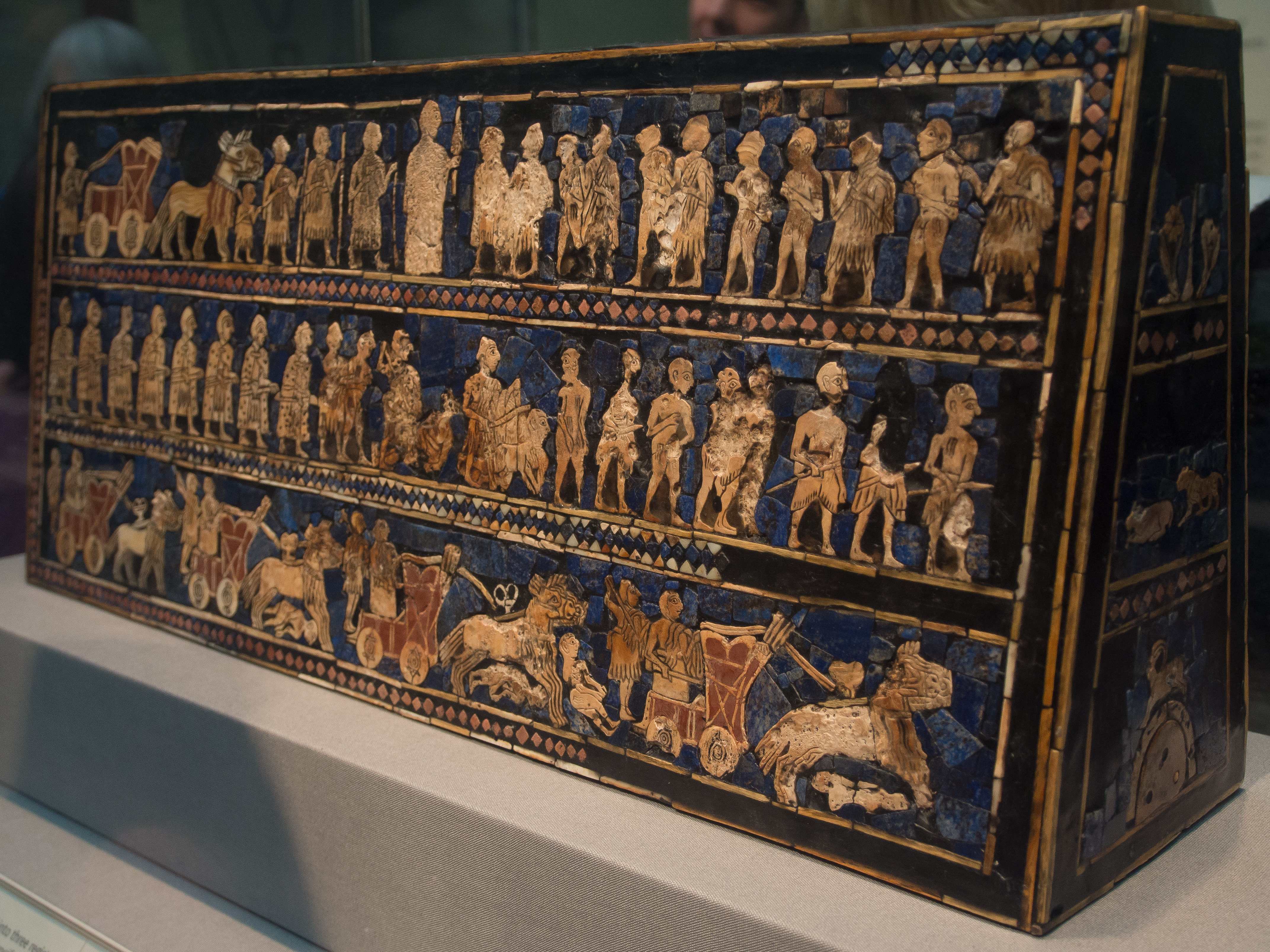
Stindardul din Ur, reprezentarea emblematică a societății sumeriene.

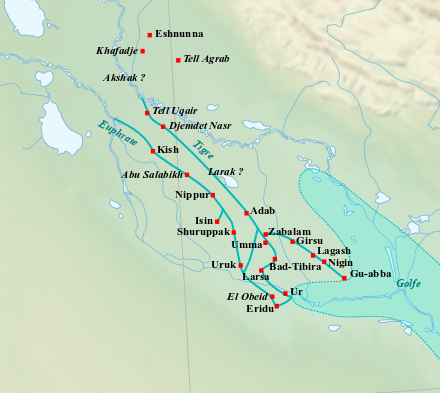
Hartă a Sumerului antic

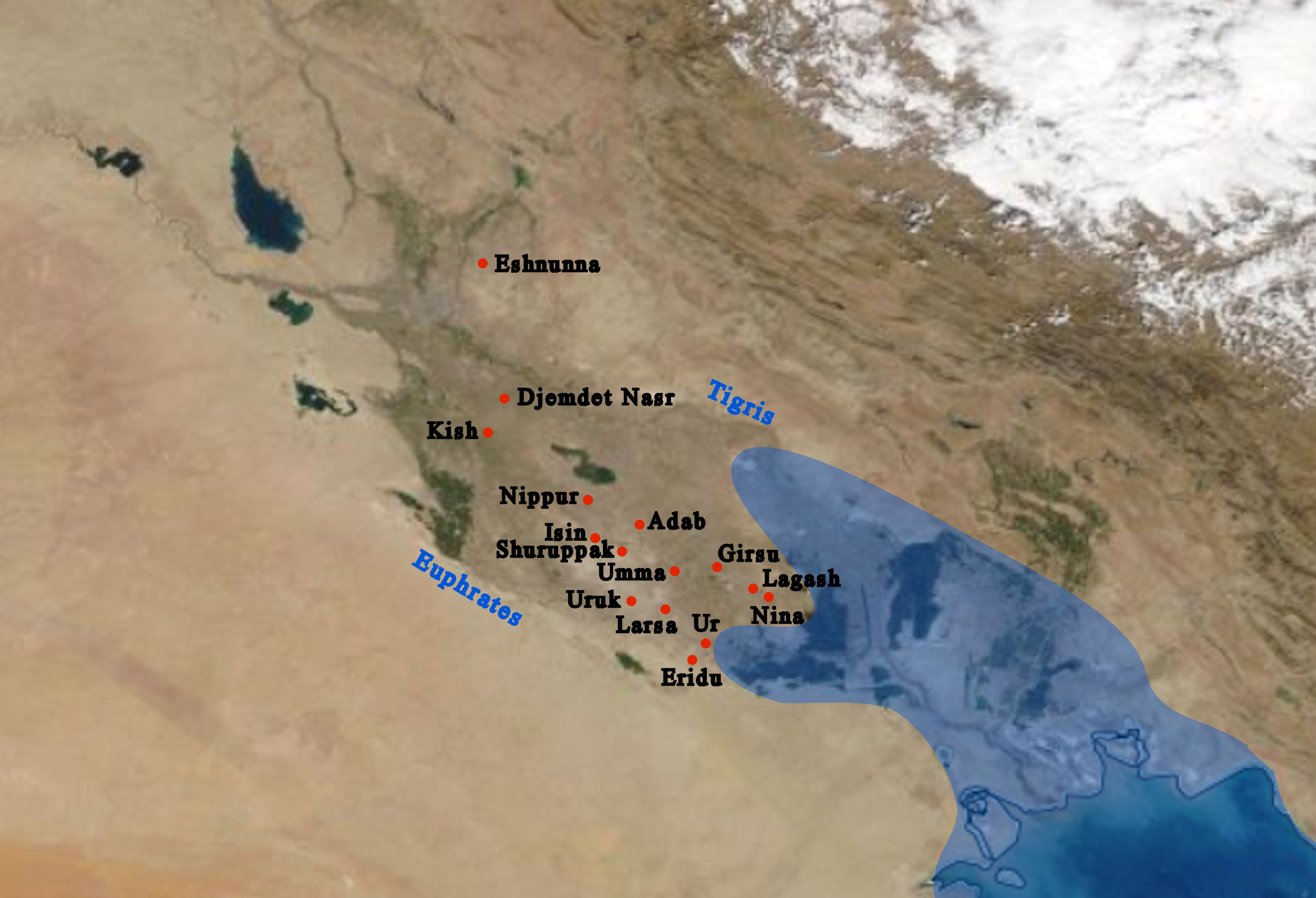
O imagine de pe satelit, fiind indicată poziția orașelor sumeriene și coasta Golfului Persic în Antichitate

Sumerul este una dintre cele mai vechi civilizații ale omenirii. Era așezată geografic pe cursul inferior al fluviilor Tigru și Eufrat, în regiunea cunoscută în ziua de azi drept Mesopotamia (Irakul de astăzi), la sfârșitul mileniului al VI-lea î.Hr. și începutul mileniului al V-lea î.Hr. Civilizația sumeriană s-a dezvoltat și a început să prindă contur în timpul Epocii Cuprului și la începutul Epocii Bronzului. Datorită vechimii sale, Sumerul este considerat a fi unul dintre leagănele civilizației, fiind prima regiune din lume care să fi dezvoltat un sistem de scriere (marcând așadar începutul tehnic al istoriei).
Limba sumeriană era o limbă izolată, care a dispărut în primele secole după anul 2000 î.Hr., dar a continuat să fie folosită ca limbă de cultură până la începutul erei noastre. 
Sumerienii au inventat scrierea cuneiformă, construiau zigurate, au construit primele orașe civilizate, printre care: Ur, Uruk, Kiș, Lagaș, Nippur și Eridu, au făcut primele încercări de irigații sistematizate în agricultură, au inițiat primele schimburi comerciale cu alte popoare, au făcut descoperiri în astrologie și astronomie. Fiecare oraș-stat își avea propriul rege, însă doar puțini au luat în stăpânire întregul Sumer.
Sumerienii erau un popor non-semitic, fiind astfel un popor imigrat. Arheologii ne indică însă faptul că cultura sumeriană este continuatoarea celei dintâi perioade a Ubaidului Timpuriu (5300-4700 î.e.n.).

## Etimologie
Numele de „sumerian” este un nume dat vechilor locuitori ai Mesopotamiei de Sud de succesorii acestora: akkadienii semitici. Sumerienii purtau numele de sag-giga, literal însemnând „oamenii cu fața neagră”. Cuvântul akkadian „Shumer” indică zona Sumerul de Sud. Cuvântul ebraic era șinar, egiptenii numeau acest teritoriu sngr, iar hitiții sanhar(a). Aceste denumiri pot fi posibile variante ale cuvântului Sumer sau sumerian. Istoricul babilonian Berossus spune că sumerienii erau „străini cu fața neagră”. 

## Cadrul geografic
Venind dintr-o țară pe care nu o cunoaștem cu exactitate, dar care putea să fie Valea Indului, după opiniile multor sumerologi, «capetele negre», cum își spuneau sumerienii, s-au stabilit în mileniul al IV-lea sau la începutul mileniului al III-lea în partea sudică a văilor celor două fluvii Tigru și Eufrat. Prin aluviunile pe care le revărsau periodic pe malurile lor sau le duceau până în Deltă, fluviile au creat solul Mesopotamiei, adică o suprafață de 1.000 km lungime, zonă agricolă vecină cu Armenia la nord, la vest cu Siria și pustiul ei, la est cu lanțul munților Zagros, pe când la sud cele două fluvii se vârsau în Golful Persic (care în vechime pătrundea cu mult mai profund, cu aproximativ 250 km, în continentul asiatic). Dar înainte să se verse în mare, Tigrul și Eufratul formau în antichitate o deltă vastă, mlăștinoasă, cu mii de canale și insulițe, cu roiuri de păsări acvatice, cu stufăriș și păpuriș de nepătruns, unde și-a găsit refugiul acest popor.
De fapt, Țara celor două fluvii sau Mesopotamia, marea câmpie aluvionară care se întinde de la Podișul Armeniei până la Golful Persic, a fost împărțită din punct de vedere etnic în două jumătăți net distincte. Granițele dintre aceste țări, Sumerul și Akkadul, au variat mult în decursul secolelor, urmând victoriile sau înfrângerile acestor ținuturi unul asupra altuia, dar, în genere, în mileniul al III-lea s-a putut să se facă o deosebire clară între nordul Mesopotamiei, locuit de semiții akkadieni, și sudul ei, ocupat de sumerieni.

### Orașe-state
Un oraș sumerian și teritoriul din jur formau un oraș-stat. Orașele importante (12 la număr) erau înconjurate de ziduri înalte și groase în care domnea câte un rege împreună cu marele preot. Orașul avea propriul lui sistem de irigare și cuprindea și teritoriile din afara orașului, zonele agricole, piscicole. Rolul orașului era unul agricol, industrial, și era de asemenea o putere politică având o armată proprie. Dintre cele mai importante orașe sumeriene amintim două orașe puternice: Ur și Uruk (azi Mougheir, respectiv, Warka), care controlau toată țara. Eridu și Nippur erau orașe religioase. Umma și Lagaș erau orașele-state care s-au impus din punct de vedere militar. 

### Eridu și Nippur

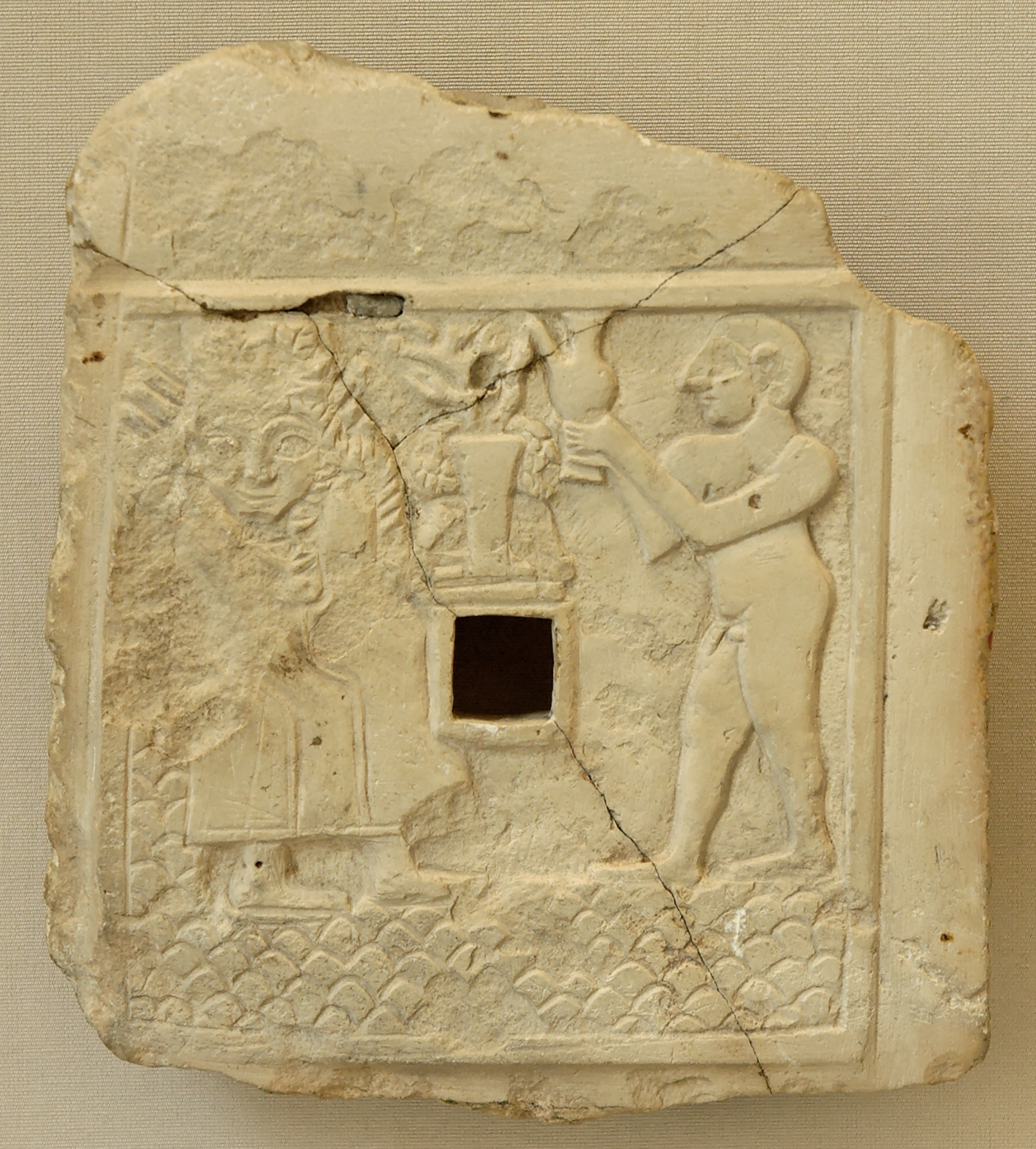
Barelief votiv cu o libațiune în fața unei zeițe

Influența culturii sumeriene pornește din cele două mari centre cultural-religioase: Eridu în Sud și Nippur în Nord. Multe din lucruri și caracteristici ale popoarelor akkadian și sumerian le aflăm din scrierile cuneiforme pe care le găsim întipărite pe tăblițele de ceramică, piatră, stânci, ziduri. Multe din aceste surse provinvin din biblioteca sumeriană din Nippur și altele din biblioteca construită de regele Assurbanipal al Asiriei din secolul al VII-lea î.Hr. Nippur se pare că era centrul religios și cultural principal al civilizației sumeriene, dar nici Eridu nu era cu mult inferior. Știm că fiecare oraș-stat avea propriul lui zeu care era principalul idol al orașului. Astfel Eridu l-a avut pe Ea, zeul apei, iar Enlil a fost zeul furtunii din Nippur. Zeul Ea era principalul responsabil de binecuvântări, zeul apelor curate terestre și de sub pământ. Ea era prietenul oamenilor, învățându-i știința, arta și scrisul. Eridu era un oraș-port care, făcând comerț cu alte popoare, a avut astfel posibilitatea de a le cunoaște mai bine. Acest oraș prezintă un aspect foarte interesant: cosmologia susținută de cetățenii săi afirma că pământul a ieșit de sub apele cele mari formând uscatul de azi. Orașul Nippur nu și-a impus niciodată hegemonia politică, ci a dominat celelalte orașe pe plan spiritual. O perspectivă interesantă asupra acestei cetăți ne este oferită de inscripțiile regilor Lugal-Zage-Si și Lugal-kigub-nidudu, din care reiese că încă din timpuri foarte vechi, înainte de venirea sumerienilor, acest oraș era un centru religios, în el fiind venerați diferiți zei, cum ar fi zeul soarelui și al apei.

## Cronologie

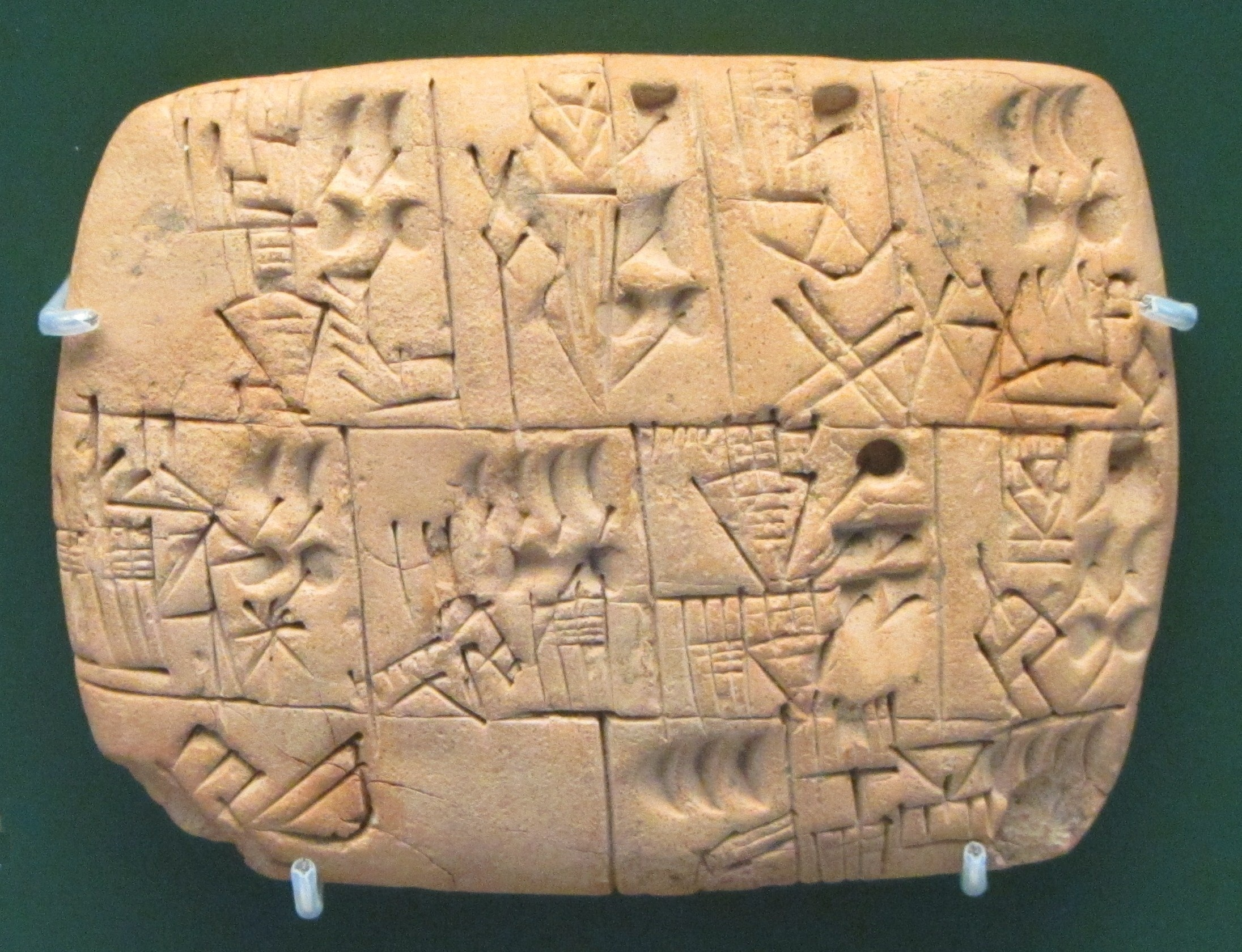
O tăbliță de scris timpurie cu înregistrări privind alocarea berii. 3100 - 3000 î.Hr. Muzeul Britanic

aprox. 4500 î.e.n. - sumerienii se stabilesc in sudul Mesopotamiei; dezvoltarea scrieii cuneiforme. 
aprox. 2800 - 2400 î.e.n.. - "Perioada dinastica timpurie" și orașe-stat centralizate. 
aprox. 2700 - 2600 î.e.n.. - domnia legendarului rege Ghilgameș la Uruk. 
aprox. 2494 - 2342 î.e.n. - regele Eannatum intemeiaza prima dinastie din Lagaș, cucerind orașele-stat sumeriene. 
aprox. 2350 î.e.n. - lupta pentru supremație între rege și preoțime în Lagaș 
aprox. 2334 - 2279 î.e.n - regele Sargon I (Șarukkin) își consolidează Imperiul akkadian. 
aprox. 2240 î.e.n - tratat între akkadieni și elamiți, prin care sunt împărțite zonele de interes.
aprox. 2150 - 2050 î.e.n. - supremația guților în Mesopotamia.
aprox. 2112 - 2004 î.e.n - regii celei de-a treia dinastii din Ur domină orașele-state sumeriene.
aprox. 2000 î.e.n. - elamiții distrug orașul Ur.
aprox. 1100 î.e.n. - dominația elamiților în sudul Mesopotamiei.
aprox. 1125 - 1104 î.e.n. - Nabucodonosor I din a 2-a dinastie din Isin îi cucerește pe elamiți și domnește în Babilon.

### Regi

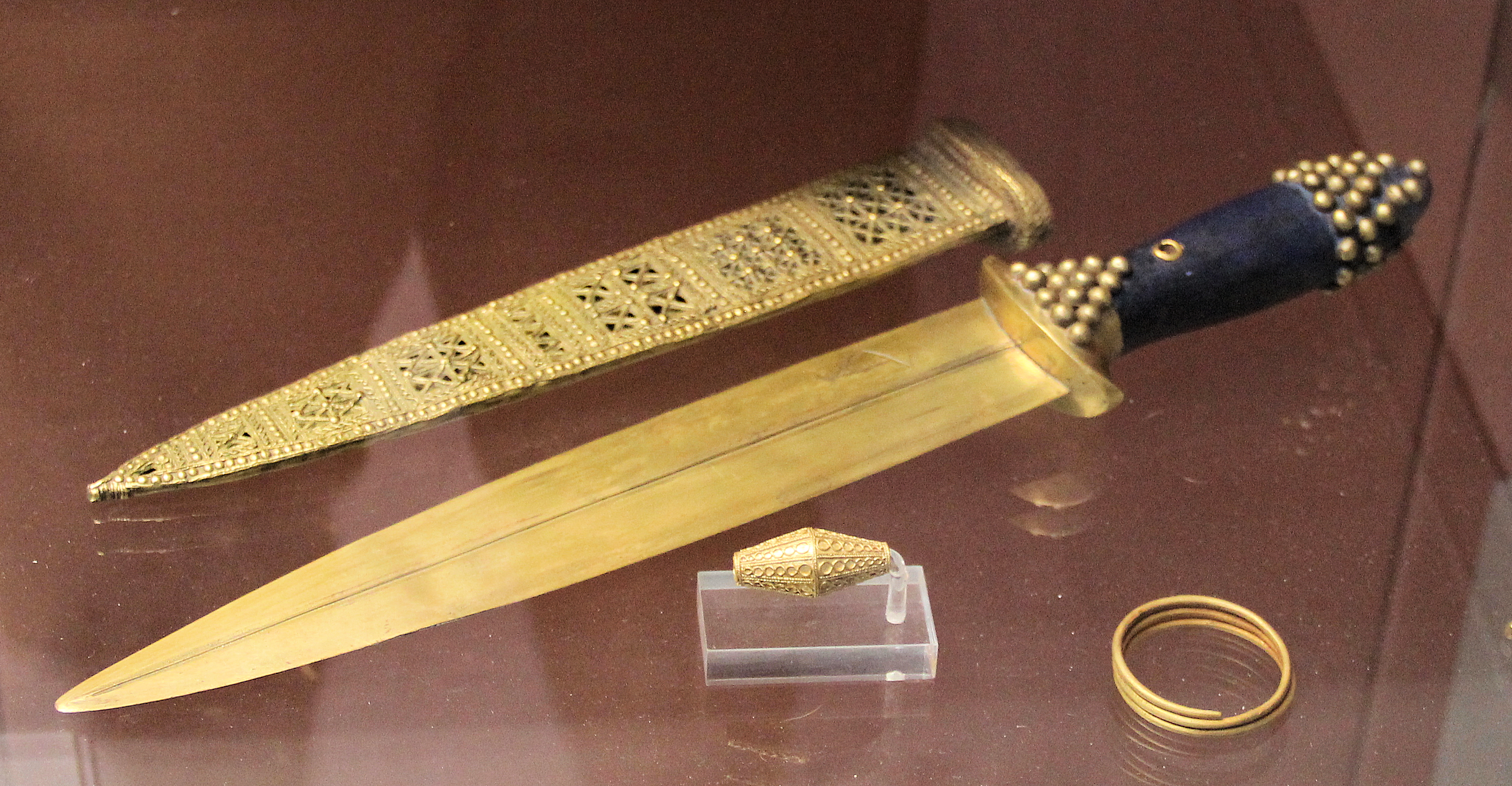
Pumnal de aur din cavoul PG 580, Cimitirul Regal din Ur

Urukagina din Lagaș (2378-2371 î.Hr.) pare să fi fost unul dintre cei mai interesanți regi din istoria Sumerului. El a început o serie de reforme sociale punând bazele unui set de reguli și legi administrativ-politice. In următorii 25 de ani va străluci Lugal-Zagessi din Umma, care va supune toate cetățile-state sumeriene, mutându-și capitala la Uruk. Statul său va fi preluat de Sargon din Akkad. Amintim și un rege al orașului Ur (in perioada „renașterii” sumeriene): Ur-Nammu, care a dat legi privitoare la organizare și administrare, ridicând astfel standardul de viață al orașului Ur. Deseori luptele care se dădeau între aceste orașe erau de ordin politic, economic și religios. Aceste certuri dintre orașe duceau la un sincretism politic și totodată religios. Prin anii 1958 - 1916 î.Hr. Hammurabi a unit aceste ținuturi și a înființat Imperiul Babilonian printr-o sinteză sumero-akkadiană. De acum înainte sunt cunoscuți ca un singur popor, cu o singură limbă formând o singură civilizație. Hammurabi a fost regele care a oferit poporului un cod de legi, ceea ce îl caracterizează ca un împărat înțelept și un bun conducător militaro-politic.

### Regii sumerieni după „Listele regale”

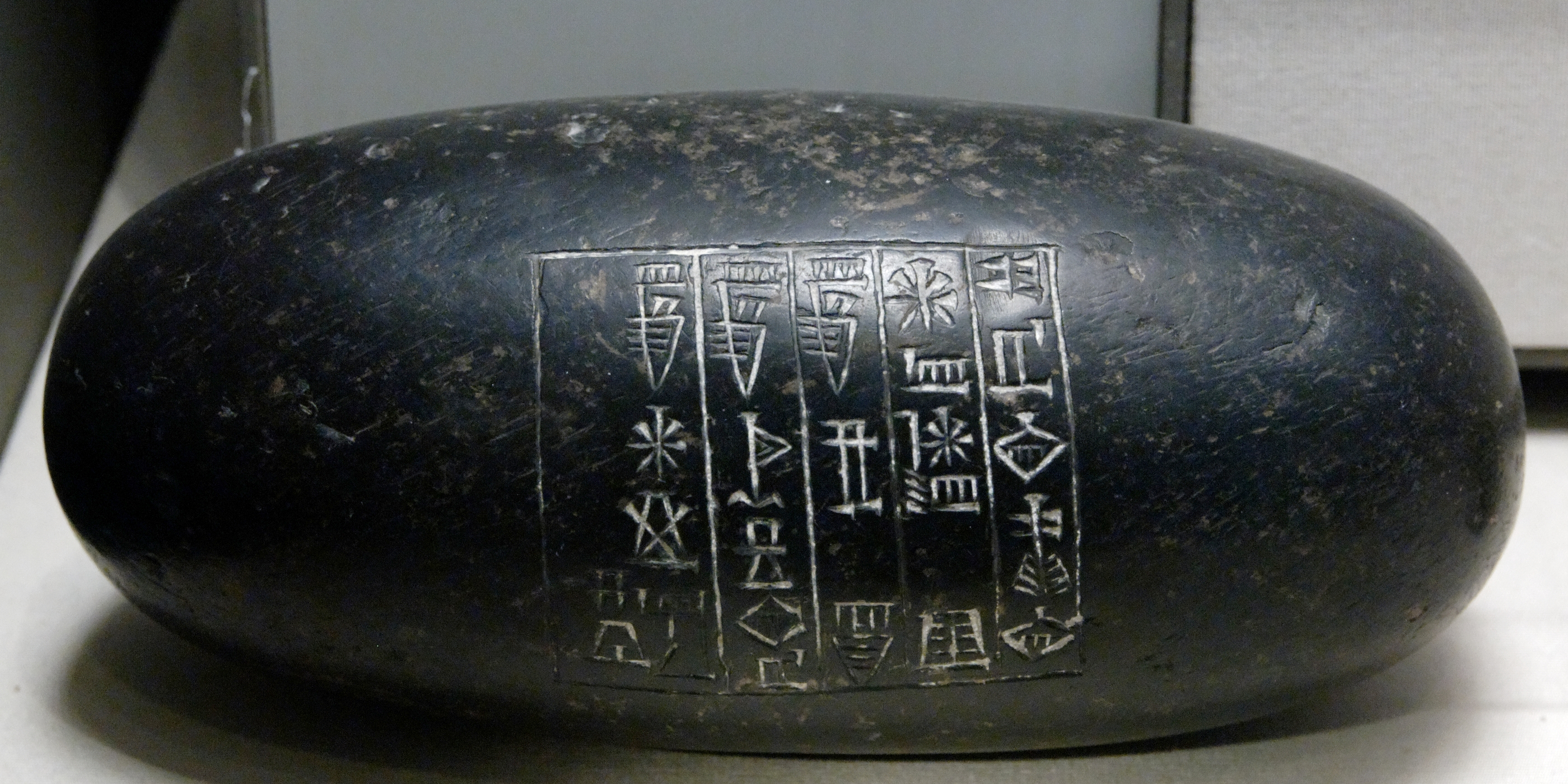
O greutate de cântar din diorit inscripționată cu numele regelui Shu-Sin. Luvru

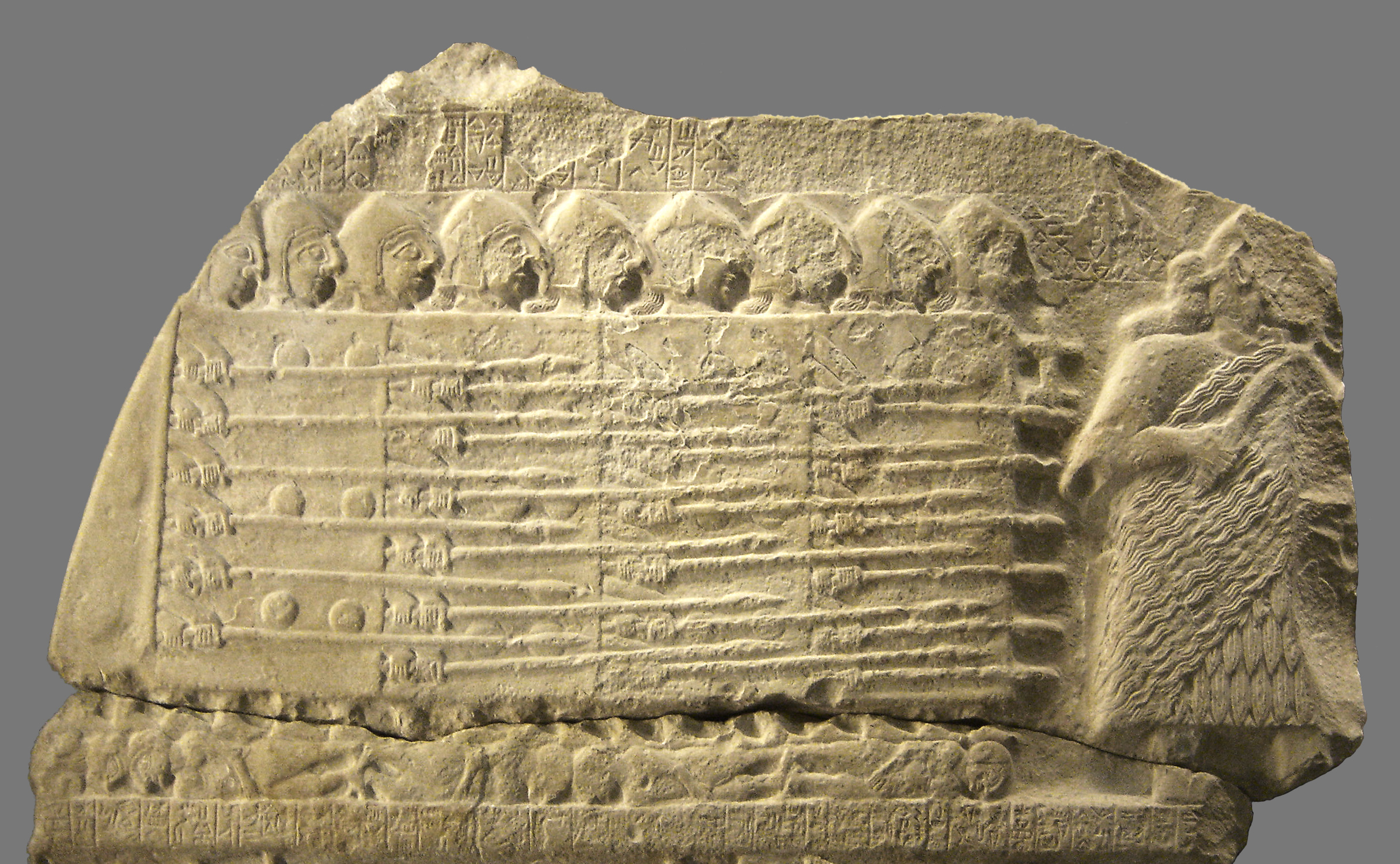
Oastea Lagașului triumfând asupra oastein Ummei. Stela Vulturilor. Luvru.

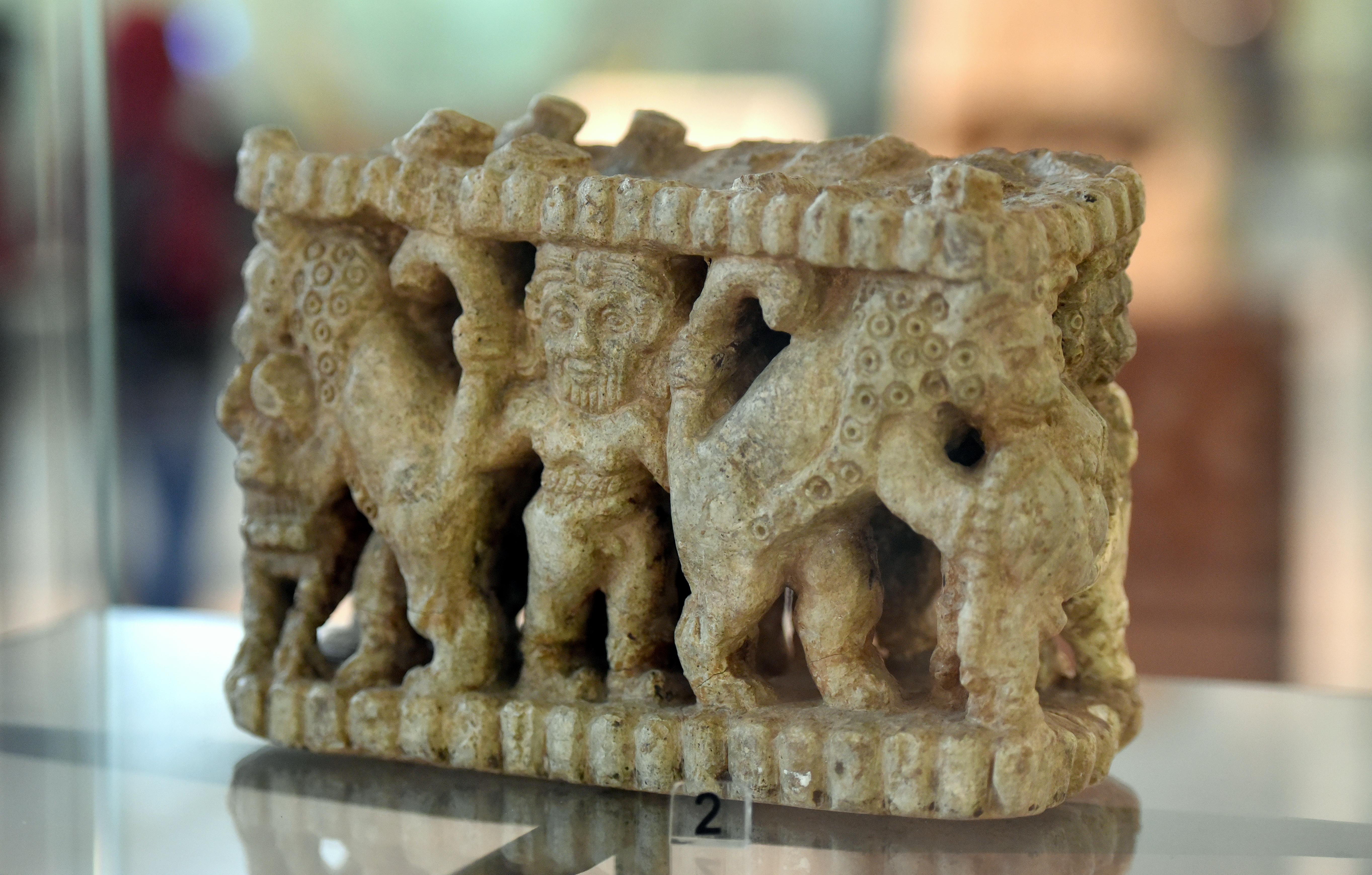
Ghilgameș luptând cu animale. Templul Shara, Tell Agrab. Perioada Dinastică Timpurie.

A. Regii care au domnit înainte de Potop:
1)Alulim, rege în Eridu, 28.800 de ani;
2)Alalgar, rege în Eridu, 36.000 de ani;
3)Enmenluana, rege în Badtabir, 43.000 de ani;
4)Enmengalanna, rege în Badtabir, 28.000 de ani;
5)Dumuzi păstorul, rege în Badtabir, 36.000 de ani;
6)Ensipazianna, rege în Larak, 28.800 de ani;
7)Enmeduranna, rege în Sippar, 21.000 de ani;
8)Ubartutu, rege în Șuruppak, 18.600 de ani;
(În total 8 regi, 5 orașe, 241.200 ani. "Apoi a venit Potopul, iar după Potop au venit la domnie regii popoarelor din munți").
B. Regii care au domnit după Potop:
Prima dinastie din Kiș:
1)Gaur, 1200 de ani;
2)Gulla-Nidaba-annapad, 960 de ani;
3)Palakinatim, 900 de ani;
4)Nangișlișma, -;
5)Bahina, -;
6)Buanum, -;
7)Kalibum, 360 de ani;
8)Galumum, 840 de ani;
9)Zukakip, 900 de ani;
10)Atab, 600 de ani;
11)Mașda, 840 de ani;
12)Arpurim, 720 de ani;
13)Etana păstorul, 1.500 de ani;
14)Balich, 400 de ani;
15)Enmenunna, 660 de ani;
16)Melamkiș, 900 de ani;
17)Barșalnunna, 200 de ani;
18)Meszamuk, 140 de ani;
19)Tizkar, 306 ani;
20)Ilku, 900 de ani;
21)Itasadum, 1200 de ani;
22)Enmenbaragesi, 900 de ani;
23)Agga, 625 de ani.
(În total 23 de regi, 24.510 ani)
Prima dinastie din Uruk:
1)Meskiagașer "fiul Soarelui", 325 de ani;
2)Enmerkar, 420 de ani;
3)Lugalbanda păstorul, 1200 de ani;
4)Dumuzi păstorul, 100 de ani;
5)Ghilgameș, 126 de ani;
6)Urnungal, 30 de ani;
7)Udulkalamma, 15 ani;
8)Labașer, 9 ani;
9)Enunnadaranna, 8 ani;
10)Meșede, 36 de ani;
11)Melamanna, 6 ani;
12)Lugalkidul, 36 de ani;
(În total 12 regi, 2.310 ani)
Prima dinastie din Ur:
1)Mesannepada (Aannipadda), 80 de ani;
2)Meskiagnunna, 36 de ani;
3)Elulu, 25 de ani;
4)Balulu, 36 de ani;
(În total 4 regi, 177 de ani)
Dinastia din Avan:(împreună) 3 regi, 356 de ani.
A doua dinastie din Kiș:
1)[?], 201 ani;
2)Dadasig, 1.513 ani;
3)Mamagal, 360 de ani;
4)Kalbum, 132 de ani;
5)Tuge, 360 de ani;
6)Menumma, 180 de ani;
7)Lugalmu, 420 de ani;
8)Ibiera, 29 de ani;
(În total 8 regi, 3.195 de ani)
Dinastia din Hamad:
1)Hadaniș, 360 de ani;
A doua dinastie din Uruk: în total 3 regi, 187 de ani.
A doua dinastie din Ur:
1)Lugalkiniședudu,
2)Lugalkisali,
3)[?]-gi
4)Kakug,
(În total 4 regi, 116 ani)
Dinastia din Adab:
1)Lugalanemunndu, 90 de ani;
Dinastia din Mari:
1)Ilșu, 30 de ani;
2)[?]-zi, [?] ani;
3)[?]-lugal, 30 de ani;
4)[?], 20 de ani;
5)[?]-bimușmaș, 30 de ani;
6)[?], 9 ani;
(În total 6 regi, 136 de ani)
A treia dinastie din Kish:
1)Kubaba cîrciumăreasa, 100 de ani.

## Religia

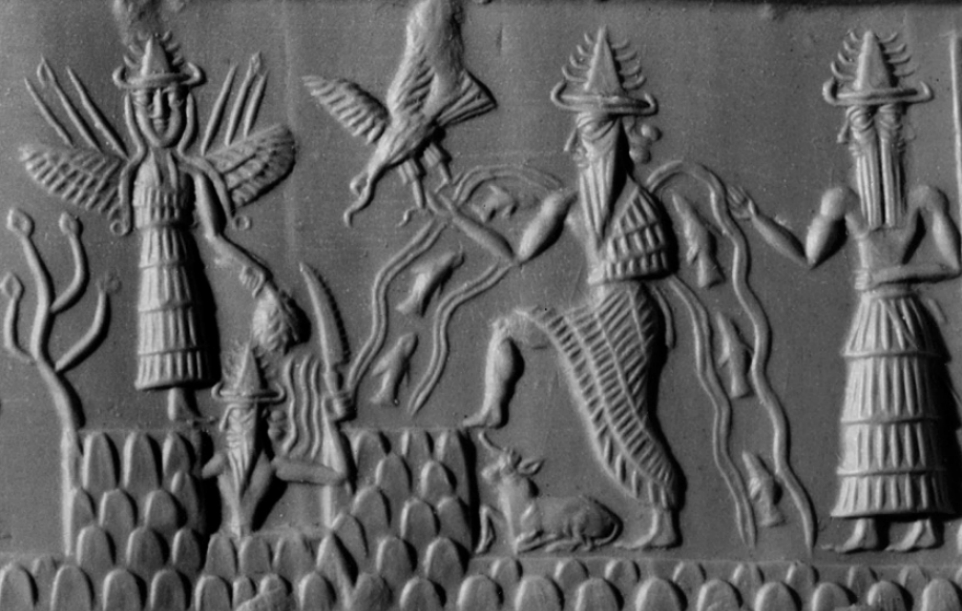
Amprenta unui sigiliu cilindric akkadian - zeii sumerieni: (de la stânga la dreapta) Inanna, Utu, Enki și Usimu

Sumerienii au creat orașe-state, fiecare având propria sa formă de guvernământ, conduse de câte un prinț sau rege care stătea în fruntea societății. Alături de rege stătea și marele preot. Religia acestui popor era politeistă cu o mare influență animistă. Oamenii credeau în ZI (spirite) cărora le slujeau, organizând tot felul de ceremoniale păgâne. Profesorul Jastrow spunea că zeii erau personificarea soarelui și a lunii, puterii manifestate în vegetație, apei și a furtunii. Fiecare oraș avea un templu cu un mare preot în frunte și o zeitate supremă. Existau și alte temple pentru celelalte zeități dar templul principal caracteriza zeitatea supremă din acel oraș. Unele dintre aceste orașe au adoptat mai târziu așa numitul „cult al regelui”. Larsa și Sippar au avut ca zeu pe Șamaș (zeul-soare), Ur si Harran s-au închinat lui Sin (zeul-lunii), Uruk lui Ishtar (zeiței-mamă), pe când Eridu l-a avut pe Enki, zeița apei și Enlil a fost zeul furtunii în Nippur. Profesorul Robert Rogers a alcătuit astfel o listă cu 60 de nume de zeități. El spunea că mulți din acești zei erau aceiași, dar aveau nume diferite. Eliminând astfel unele nume obținem un număr mic de zei.  Anu era zeul cerului și era considerat zeul zeilor. Enlil – zeul aerului - el era ajutorul regilor și un mare viteaz. Nanna (Sin) era zeul lunii. Ea – zeul apelor, Shamash – zeul soarelui. Ninhursag – zeița-mama, Inanna – zeița fertilității și a dragostei. Rugăciunile erau deseori însoțite de sacrificii animale. Oamenii aduceau ca jertfă uneori vegetale, legume, parfumuri, îmbrăcăminte ș.a. Inanna era foarte respectată deoarece ea era cea care aducea fertilitatea în țară. Oamenii mergeau la templele cu prostituate care își ofereau trupul în cadrul unor practici rituale. 

### Ziguratele

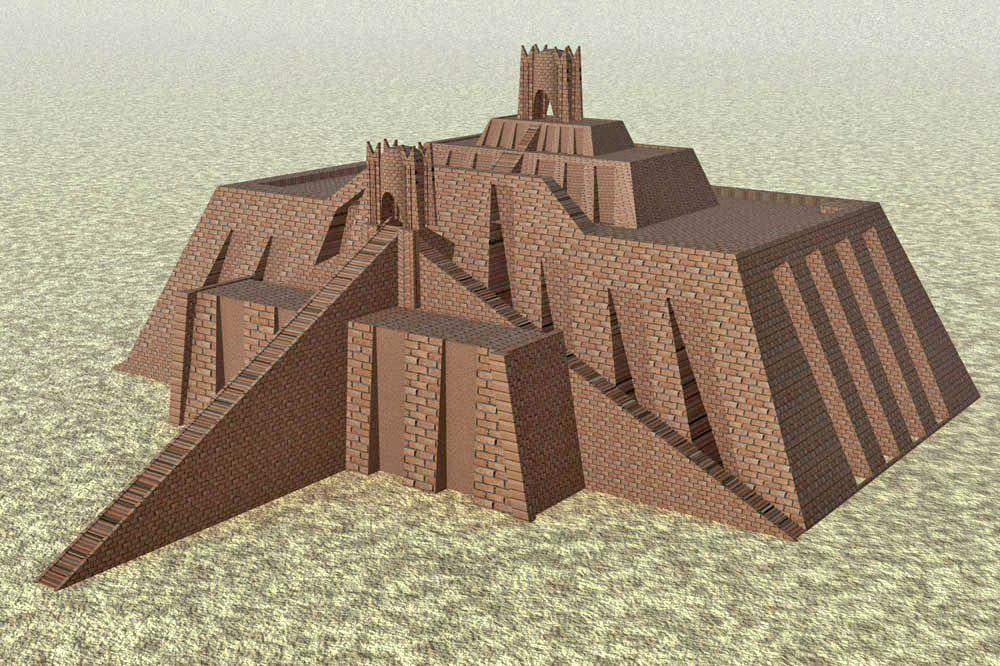
Ziguratul din Ur, circa 2100 î.Hr, lângă Nassiriya, Irak

Sumerienii construiau un templu în centrul fiecarui oraș-stat. În jurul anului 2000 î.Hr., templele aveau forma unor piramide înalte denumite zigurate, cum era cel din Ur. Regele, care era adesea și mare preot, oficia ceremonii religioase și efectua sacrificii în templul situat în vârful turnului. Ziguratul era împărțit în șapte etaje, deoarece sumerienii credeau că zeii coborau din cer în șapte zile.

## Modul de viață
Sumerienii locuiau în așezări construite din lut și cărămidă arsă. Casele erau mici și în interior existau doar rogojini. Hrana era simplă, iar berea era obținută din orz. Cultivau cereale, legume și fructe, creșteau animalele (capre, oi, vite). Printr-o munca tenace, sumerienii au asanat mlaștinile și au construit un sistem ingenios de canale de irigații. În cultivare foloseau plugul tras de boi, seceri de argilă, piatră, aramă sau bronz. 

Stindardul Urului, cca. 2600 î.e.n.

Sumerienii făceau comerț în piețe uriașe. În jurul anului 3300 î.Hr., sumerienii foloseau niște discuri de lut pentru a cumpăra diferite bunuri. Aceste îndeletniciri au făcut ca populația să crească. Astfel au apărut numeroase orașe-stat (Ur, Uruk, Lagaș, Nippur, Umma). Sumerienii bogați nu erau nevoiți să muncească toată ziua, ci se relaxau ascultând muzică sau jucându-se.

## Invenții

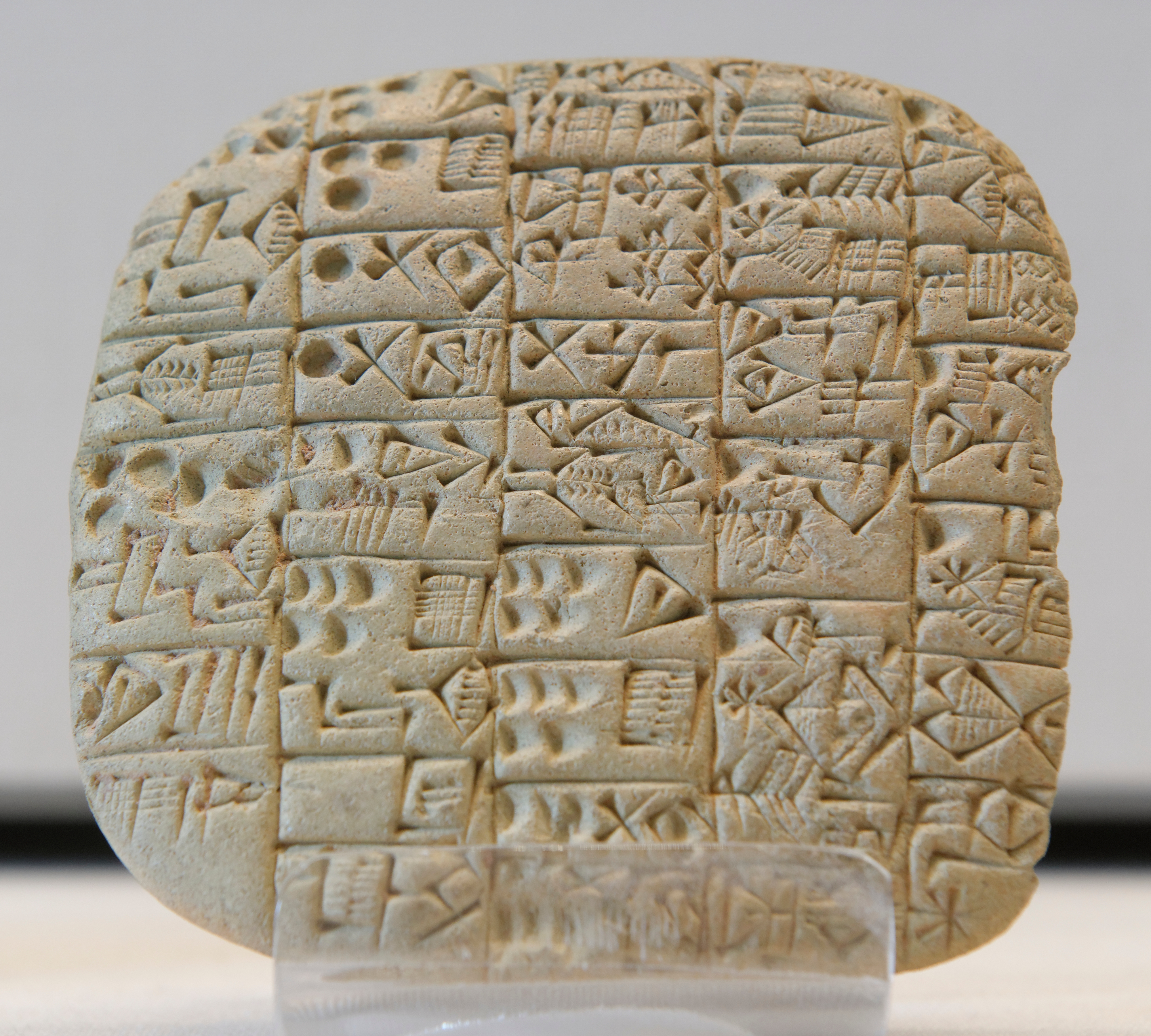
Înscris de vânzare a unui câmp și a unei case. Circa 2600 î.Hr. Șuruppak

Sumerienilor li se atribuie descoperirea roții olarului (mai târziu roata carului) si tehnologia prelucrării metalelor. In necropola regală din Ur au fost descoperite multe obiecte din aur si lapislazuli (o piatră pretioasă de culoare albastră intens), dintr-un aliaj de aur si argint (electrum) sau din os si lapislazuli. Ar fi suficient, poate, să mentionăm, intr-o ordine aleatorie, că în Sumerul antic erau inventate: scrierea, roata, matematica, astronomia, calendarele, sistemele de irigații, armura, carul de lupta, săbiile, harnașamentul cailor, cuiele, morile, sandalele, dalta, inelele, șeile ș.a.

## Sumerul și Egiptul

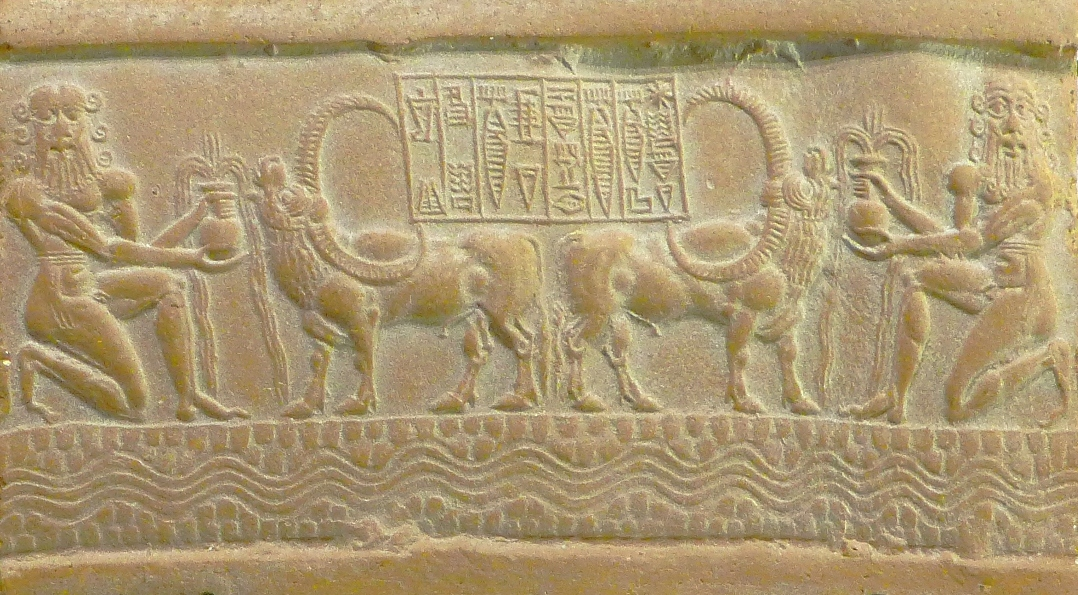
Amprenta unui sigiliu cilindric

Civilizația Egiptului antic lasă impresia unei lumi închise. Egiptul este înconjurat din toate părțile de frontiere naturale: deșert și mare, dar influența sumeriană în perioada sa de început este recunoscută azi de egiptologi: construcțiile din cărămidă, forma corpului navelor, folosirea sigiliilor cilindrice, temele artistice preluate de către egipteni de la sumerieni. Arheologii împreună cu egiptologii și istoricii recunosc faptul că această influență a fost de scurtă durată și că a avut doar un rol stimulent, de catalizator. Influențele suferite nu au devenit imitații. Temele artistice sumeriene - cum observa istoricul Arnold Toynbee „au dispărut curând”. Piatra a înlocuit cărămida, scrierea a evoluat pe un drum propriu. În căile comerciale pe care le-au deschis și au continuat să le parcurgă, ei și urmașii lor, sumerienii s-au arătat mult mai îndrăzneți, în special ca navigatori, decât egiptenii. Putem astfel continua ideea lui Toynbee și spunem că pe plan economic sumerienii s-au dovedit superiori, în schimb egiptenii i-au întrecut pe plan politic, realizând aproape chiar de la începutul istoriei lor unificarea economică și administrativă, politică și culturală a țării lor.